# Богуслав Лещинський
Богуслав Лещинський (*Bogusław Leszczyński, 1612, Віслиця  —23 вересня 1659, Варшава) — державний і політичний діяч, урядник, дипломат Речі Посполитої.

## Життєпис

### Молоді роки
Походив з польського магнатського роду Лещинських гербу Венява. Третій син Рафала Лещинського, воєводи белзького, та Анни Радзимінської. Народився у 1612 році у м.Віслиця. Разом з братами виховувався у протестанському дусі. Його вчителями були чеський педагог і очільник моравських братів Ян Амос Коменський і шотландський натураліст Джон Джонстон в місті Лешно. У 1632—1636 роках Богуслав Лещинський усупроводі Джонстона подорожував Францією, Англії, Шотландією, Голландією та Італією, де також слухав лекції у місцевих університетах, насамперед Лейденському. Внаслідок цього здобув ґрунтовні знання з економіки, насамперед фінансів.
Навесні 1636 роки після смерті свого батька був змушений повернутися з-за кордону на батьківщину. Після поділу родинних статків з братами отримав Лешно, Радзимін і частину Варшавської Праги. 1638 року оженився на представниці німецько-лівонського роду Денгоффів. В результаті отримав посаг у 100 тис. злотих та необхідні політичні зв'язки при королівському дворі. Того ж року обирається від Познанського воєводства депутатом до Коронного Трибуналу.

### Політична діяльність
У 1637—1650 роках часто обирався послом на сейми. На сеймі 1637 року виступив проти партії Кшиштофа Опалінського. Перебував також в опозиції до короля Владислава IV Вази, зокрема спільно з Ян Єжи Шліхтінгом виступив проти королівських планів набрати нове військо. На сеймі 1638 року обирається до комісій з оборони та з митних зборів у Гданську. В першій Лещинський активно протистояв амбітних планам короля щодо війни зі Швецією. В іншій — підтримав намір Владислава IV збільшити митні збори в гданському порту. Тому того ж року отримав від короля дипломатичне завдання домогтися від курфюрства бранденбурзького Георга-Вільгельма впровадження збільшеним мит у прусських портах. З огляду на те, що курфюрст тяжко хворів, Лещинський вів перемовин з канцлером Адамом фон Шварценбергом. Зрештою Богуслав Лещинський успішно виконав завдання. Після цього також брав участь у роботі комітету, призначеного для демаркації великопольських воєводств з Сілезією, що належала Австрії. Водночас на сеймі відмовився від жорсткого протистояння з католиками у захисті протестантських вчень.
На сеймі 1640 року активно захищав протестантську шляхту, а також очолив великопольську шляхту у протистоянні королю Владиславу IV почати війну проти Швеції або Османської імперії. 1641 року обирається маршалком вального сейму. Наприкінці 1641 — на початку 1642 року Богуслав Лещинський перейшов з кальвінізму до католицтва, але як і раніше продовжував підтримувати протестантів. Напевне це було йому необхідно для просування кар'єрними щаблями. У 1642 році був призначений генеральним старостою великопольським. Невдовзі відновилося протистояння Лещинського з Кшиштофом Опалінським за вплив у Великій Польщі. 1644 року Богуслав Лещинський вдруге обирається депутатом до Коронного Трибуналу. Того ж року забезпечував прохід австрійських військ через Велику Польщу для боротьби зі шведам. Цим наразився на критику шляхти, що постраждала від проходження цих військ. Лише завдяки підтримці короля Лещинський зміг захиститися. На сеймі 1646 року також був проти планів короля почати війну з Османською імперією. Разом з тим Лещинський вміла стримав пристрасті шляхти, що збиралися оружно виступити проти Владислава IV. Після смерті короля у 1648 році обирається маршалком конвакційного сейму. На елекційному сеймі 1649 року підтримав кандидатуру Яна Казимира Вази. На вальному сеймі того ж року підтримав ратифікацію Зборовської угоди з Військом Запорізьким.

### Останні роки
12 січня 1650 року був призначений підскарбієм великим коронним. Лещинському було надано староство острувське, а 1653 року — осецьке. У 1655 році із вторгненням до країни шведів Богуслав Лещинський був призначений сеймом керувати обороною Великої Польщі. Проте він відмовився від командування і перебрався до Сілезії. після капітуляції поляків в Великопольщі повернувся і вступив у перемовини зі шведським командуванням і прусським курфюрстом, намагаючись допомогти захисту власних володінь.
У 1656 році разом з Яном Лещинським і Анджеєм Лещинським сформував так звану «групу Лещинських» 
(до неї згодом долучилися Єжи Любомирський, Кшитоф Пац і Вінцент Госевський), яка підтримувала кандидатуру московського царя Олексія I на трон Речі Посполитої. Але вже наступного року «група Лещинських» розпалася. 1657 року помирає дружина Лещинського. Вже у 1658 році пошлюбив Іванну Катерину Радзивілл. Того ж року призначається підканцлером коронним. Водночас отримує староства члухувське, мендзижецьке, божечовське. Помер у 1659 році.

## Родина
1. Дружина — Анна, донька Каспера Денгоффа, воєводи серадзького
Діти:
- Богуслав (бл. 1645—1691), єпископ луцький
- Ян Преслав (пом. 1668), староста варшавський
- Рафал (1650—1703), генеральний староста великопольский
- Олександра Цецілія, дружина Кшиштофа Гжимултовського, воєводи познанського

2. Дружина — Іванна Катерина, донька Олександра Людовика Радзивілла, маршалка великого коронного